# Batalla de Vindalium
La batalla de Vindalium fue un enfrentamiento militar librado en 120 a. C. entre las legiones de la República romana y los guerreros de las tribus celtas de los alóbroges y arvernos, con victoria de las primeras.

## Historia
En 121 a. C. el procónsul Cneo Domicio Enobarbo, derrotó a los saluvios del rey Teutomalio, que huyeron con los alóbroges. Estos habían atacado a la ciudad de Massalia (Marsella), foederati de la República. Cuando estaba en territorio de los vencidos se entrevistó con Bituito, rey de los alóbroges o los arvernos, pero el intento de negociación fracasó.
Posteriormente, los alóbroges y arvernos atacaron a los eduos, aliados de Roma, provocando una campaña de castigo de la República. La mayoría de los autores dan a entender que estuvo a cargo de Enobarbo, mientras que Apiano sostiene que fue el sucesor del gobernador, Quinto Fabio Máximo, quien dirigió la campaña y Enobarbo sólo la guerra contra los saluvios. Tito Livio indica que la batalla de Vindalium y la derrota de Bituito fueron dos combates distintos, pero Estrabón que son el mismo enfrentamiento. Veleyo Patérculo sostiene que Enobarbo venció a los arvernos y Fabio a los alóbroges.
Los romanos avanzaron por el valle del Rhodanus (Ródano) hacia los Alpes, un territorio de estrechos desfiladeros y densos bosques, hasta llegar al punto donde el río Sulgas (Sorgue) afluye en el otro río antes mencionado, cerca del oppidum de Vindalium. El Rhodanus era atravesado por un pequeño puente, insuficiente para el enorme ejército celta, así que Bituito hizo construir otro con botes. Sin embargo, los guerreros eran demasiados y estaban muy apurados, llevando a las cadenas que unían a las balsas a romperse. Tras esto los botes se hundieron. El general romano sufrió una herida en la batalla, pero igualmente dirigió a sus tropas en el momento crítico para hacerlas resistir, pues los celtas eran feroces; el factor decisivo fueron los elefantes de guerra, que atemorizaron a los locales.
Para celebrar la victoria, en el lugar de la batalla se erigió un altar blanco y un templo a Marte y otro a Hércules. El general vencedor hizo una procesión triunfal por el territorio conquistado montando un elefante y atendido pomposamente por sus soldados.
Valerio Máximo dice que fue Enobarbo quien lograría capturar al rey arverno y llevarlo prisionero a Alba. Posteriormente, Fabio continuaría las campañas hasta someter a los celtas. En cambio, Livio dice que fue Fabio el que lo capturó y llevó a Alba para hacerlo firmar la paz.
Los Fastos triumphales Romanorum, un listado de las columnas de los Fastos Capitolinos, menciona que tanto Enobarbo como Fabio celebraron triunfos en 120 a. C. en calidad de procónsules; el primero por vencer a los alóbroges y a Bituitos y el segundo por vencer a los arvernos. Ambos erigieron monumentos de piedra en los sitios de sus victorias, decorándolos con los brazos de los enemigos muertos, práctica inusual entre los romanos.
Bituito fue exhibido en uno de los triunfos, con el carro de guerra y los adornos que había usado en la batalla. Fabio recibió el cognomen ex virtute de Alobrógico. El hijo del monarca, Congonetiaco, permaneció como rehén en Roma. Así nació la provincia romana de la Galia Transalpina.

### Antiguas
- Apiano. Sobre la Galia. Libro 4 de su Historia romana. Sobreviven algunos fragmentos digitalizados en Livius, basados en griego antiguo-inglés por Horace White, tomo II de la versión de la Loeb Classical Library & Harvard University Press, 1913. También véase versión de Perseus basada en traducción al inglés Horace White, Nueva York, The MacMillan Cia., 1899.
- Estrabón. Geografía. Libro 4. Digitalizado por Perseus. Basado en edición y traducción griego antiguo-inglés por H. C. Hamilton & W. Falconer, Londres: George Bell & Sons, 1903.
- Gayo Plinio Segundo. Historia natural. Libro 7 digitalizado por UChicago. Basado en edición de Karl Mayhoff, en latín, edición de Teubner, 1909. Véase también la versión de Perseus. Basada en traducción latín-inglés por John Bostock, Londres: Taylor and Francis, 1855.
- Lucio Aneo Floro. Epítome. Libro 1. Digitalizado por UChicago. Basado en la obra de 1924, por la Loeb Classical Library, traducción latín-inglés y edición por E. S. Forster.
- Paulo Orosio. Historia contra los paganos. Traducción latín-inglés, introducción y notas por A. T. Fear, 2010, Liverpool University Press. ISBN 9781846312397. Véase Libro 5 Archivado el 29 de mayo de 2020 en Wayback Machine.. Versión en latín de Attalus, basada en edición de Karl Friedrich Wilhelm Zangemeister, 1889, Viena, corregida por Max Bänziger.
- "Fasti Triumphales". En Degrassi, Attilio (1954). Fasti Capitolini recensuit: praefatus est, indicibus instruxit Atilius Degrassi. En aedibus I.B. Paraviae, pp. 90-110. Digitalizado en Attalus.
- Suetonio. El divino Nerón. Libro 6 de Vidas de los doce césares. Digitalizado por Perseus. Basado en edición y traducción latín-inglés por J. Eugene Reed. Alexander Thomson, Filadelfia: Gebbie & Co., 1889.
- Tito Livio. Periocas. Versión digitalizada en 2003 por Livius. Basada en The Latin Library corregida con la edición de Paul Jal, Budé-edition, 1984. Traducción latín-inglés por Jona Lendering & Andrew Smith. Es un índice y resumen de una edición del siglo IV de su obra Ab Urbe condita (hoy mayormente perdida).
- Valerio Máximo. Hechos y dichos memorables. Libro 9. Digitalizado por Perseus. Edición latina de Karl Friedrich Kempf, Leipzig: Teubner, 1888.
- Veleyo Patérculo. Compendio de la Historia romana. Libro 2. Digitalizado en inglés por Bill Mayer en UChicago. Véase Libro II. Basado en la obra de 1924, por la Loeb Classical Library, traducción latín-inglés y edición por Frederick W. Shipley.

### Modernas
- Todaro, Giovanni (2018). Uomini e cani in guerra - Dagli egizi fino alla Tripolitania italiana. Lulu.com. ISBN 9780244674533.
- Wilcox, Peter & Duncan B. Campbell (2011). La Guerra de las Galias. Barcelona: Osprey Publishing. Traducción inglés-español por Isabel Galera Ibáñez. ISBN 978-84-473-7335-2.